# میدوی (یوتا)
میدوی (به انگلیسی: Midway) شهری در ایالت یوتا کشور ایالات متحده آمریکا است که جمعیت آن در سرشماری سال ۲۰۱۰ میلادی، ۳٬۸۴۵ نفر بوده‌است.